# Mimela chinensis
Mimela chinensis är en skalbaggsart som beskrevs av Kirby 1823. Mimela chinensis ingår i släktet Mimela och familjen Rutelidae. Inga underarter finns listade i Catalogue of Life.